# Sayri Túpac
Sayri Túpac, död 1561, var Inkaregent i Vilcabamba 1544-1561.  Han var regent i den del av Inkariket som fortfarande gjorde motstånd mot spanjorerna och utgjorde en ny stat. Han slöt fred med spanjorerna 1556 och flyttade då till Cuzco. 